# بهمن بروجنی

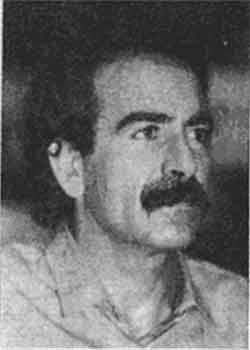
بهمن بروجنی

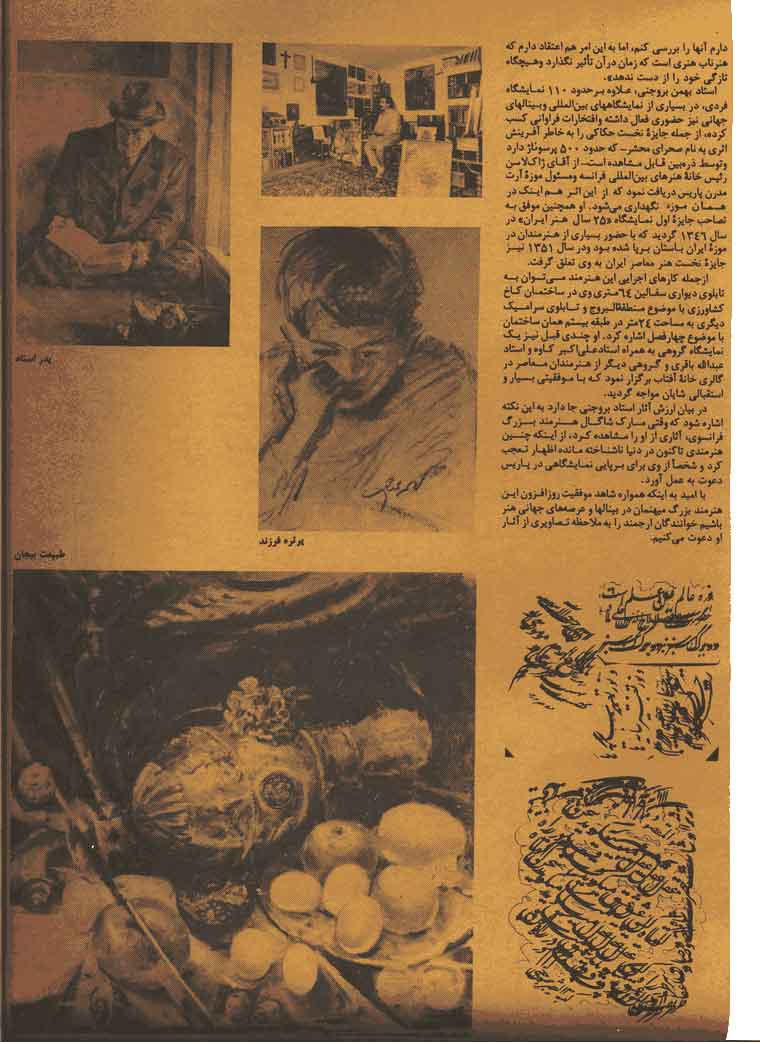
بهمن بروجنی

بهمن بروجنی فرزند علی‌اکبر صهبا (یکی از شعرای شهر) در سال ۱۳۲۱ ه‍. ش. در بروجن متولد گردیده‌است. ایشان در حرفه و هنر نقاشی اشتغال دارند. آثار این نقاش زبردست بیشتر در سبک فیگوراتیو می‌باشد. همسرایشان پروانه عباسی بروجنی (مجسمه ساز و استاد سابق دانشگاه الزهرا تهران) می‌باشد.

## زندگی‌نامه
هنرمند نامدار و نقاش چیره‌دست ایرانی،  بهمن بروجنی، در سال ۱۳۲۱ هـ. ش در شهر هنر پروربروجن به دنیا آمد. وی فرزندعلی اکبر بروجنی (ملقب به صهبای بروجنی) است.
تحصیلات خود را تا سوم دبیرستان در زادگاهش طی کرد و آنگاه دیپلم خود را از هنرستان[هنرهای زیبای تهران] اخذ نمود. سپس به دانشگاه راه یافت. وی از سال ۱۳۸۳ هـ. ش و با درجه علمی «مربی» مدیریت گروه «نقاشی» این دانشگاه را بر عهده دارد و موفق به اخذ مدرک کارشناسی ارشد از دانشکده هنرهای تزئینی گردید، و رتبه اول در تمای سال‌های تحصیل کسب می‌نمود.
بنا به دعوت مدیران دانشگاه، به عنوان استاد در دانشکده‌های هنرهای دراماتیک، دانشگاه هنر تهران و دانشگاه تربیت مدرس به تربیت دانشجویان پرداخت و مدتی نیز سرپرستی دانشگاه هنر را بر عهده داشت.
بهمن بروجنی هم‌اکنون در فرانسه با بالاترین مدرک هنری که کسب کرده (بهمن بروجنی ششمین نفر در جهان می‌باشد که موفق به گرفتن این مدرک شده‌است)، مشغول به تدریس می‌باشد. وی مدرک دکتری را در رشته هنرهای اسلامی از دانشگاه سوربن فرانسه اخذ کرد.

## سبک هنری
تخصص او در زمینه‌های مختلف هنری، اعم از نقاشی (بیشتر به سبک[فیگوراتیو])،[نقاشی دیواری]، مجسمه‌سازی، معماری، گرافیک و خوشنویسی است و تا کنون ده‌ها نمایشگاه از آثار وی در کشورهای نروژ، بلژیک، ایران، فرانسه، ژاپن، ایالات متحده آمریکا و دیگر کشورها برگزار شده‌است.

## استادان
استادان فراوانی در پرورش استعدادش ایشان را یاری دادند، از جمله: استاد بهزاد، سهراب سپهری، مارکو گریگوریان، هانیبال الخاص،  شکوه ریاضی، استاد حالتی، حسین کاظمی، بهروزان، مادام تریان و …

## نمایشگاه‌ها
در بیش از ۲۰۰ نمایشگاه فردی و گروهی حضور فعال داشته و از جمله کارهای اجرایی این هنرمند، تابلوی دیواری سفالین ۶۴ متری در کاخ کشاورزی با موضوعیت منطقه البروج و اثر صحرای محشر استاد بروجنی که حدود ۵۰۰ پرسوناژ دارد و توسط ذره بین قابل مشاهده است را نام برد.
در اظهار نظر مربیان در مورد ارزش آثار استاد همین بس که وقتی مارک شاگال هنرمند بزرگ فرانسوی آثار او را مشاهده کرد از این که چنین هنرمندی تاکنون در دنیا ناشناخته مانده اظهار تعجب کرد و از ایشان برای برپایی نمایشگاه در پاریس دعوت به عمل آورد.
با توجه به زیاد بودن نمایشگاه‌های این هنرمند بزرگ به تعدادی از آن‌ها در زیر اشاره می‌شود:
۱۳۳۸ شرکت در نمایشگاه ایران و آمریکا، ۱۳۴۳ شرکت در بینال چهارم، ۱۳۴۳ نمایشگاه برندگان بینال در انجمن ایران و آمریکا، ۱۳۴۴ شرکت در بینال پاریس و …
شایان ذکر است که بهمن بروجنی چندین نمایشگاه به صورت فردی و گروهی نیز در بروجن بر پا کرده‌اند.